# Oregon Jack Park
Oregon Jack Park är en park i Kanada.   Den ligger i provinsen British Columbia, i den södra delen av landet, 3 400 km väster om huvudstaden Ottawa. Oregon Jack Park ligger 1 043 meter över havet.
Terrängen runt Oregon Jack Park är kuperad västerut, men österut är den bergig. Trakten runt Oregon Jack Park är nära nog obefolkad, med mindre än två invånare per kvadratkilometer.. Närmaste större samhälle är Ashcroft, 16,5 km nordost om Oregon Jack Park.
I omgivningarna runt Oregon Jack Park växer i huvudsak barrskog.